# Burg Ovelgönne
Die Burg Ovelgönne ist eine zur Festung ausgebaute frühneuzeitliche Burg der Grafschaft Oldenburg in der Gemeinde Ovelgönne im niedersächsischen Landkreis Wesermarsch.

## Geschichte
Im Jahr 1514 besiegte Graf Johann V. Oldenburg die Butjadinger und Stadlander Friesen in der Schlacht an der Hartwarder Landwehr. Zur Sicherung der neuerworbenen Gebiet errichtete er am Lockfleth, einem damals schiffbaren Wasserweg, die Burg Ovelgönne. Diese bestand anfangs nur aus einem Steinhaus mit zwei kleinen Wall und Graben umgebenen Wirtschaftsgebäuden. Für den Bau wurde zum Teil Steinmaterial von abgebrochenen friesischen Wehrkirchen benutzt. Johanns Nachfolger Anton I. von Oldenburg baute Ovelgönne ab 1529 zur Festung aus und ließ sie als kastellartige Residenz einrichten. Das Lockfleth wurde 1531 eingedeicht und verschwand. 
1583 wurde die Festung durch einen äußeren Graben erweitert. Zudem wurde der Wall erhöht und mit starken Rondellen versehen, außerdem wurde eine Schlosskirche errichtet. 1664 überschrieb Graf Anton Günther Ovelgönne seinem illegitimen Sohn Anton von Aldenburg. Nach Anton Günthers Tod 1667 kam die Festung aber an seinen rechtmäßigen Erben, den dänischen König. In diesem Jahr sollen dort ein Kommandant und 100 Mann Besatzung ihren Dienst getan haben. Da die dänische Regierung aufgrund der stabilen inneren Verhältnisse die Festung als überflüssig erachtete,  wurde sie von 1677 bis 1679 niedergelegt.

## Heutiger Zustand
Der südliche Burggraben ist noch in seinem ursprünglichen Verlauf vorhanden, Form und Breite sind aber gegenüber dem Zustand des 17. Jahrhunderts verändert worden. Der östliche Graben war noch bis 1951 erkennbar und ist heute an den Grundstücksgrenzen erkennbar. 1951 und 1972 stieß man bei Kanalisationsarbeiten auf die Mauern der ersten und zweiten Schildwache.